# L'État sauvage
Pour l'adaptation, voir L'État sauvage (film, 1978).
L'État sauvage est un roman de Georges Conchon publié le 16 septembre 1964 aux éditions Albin Michel et ayant obtenu le Prix Goncourt la même année. Ce roman a été adapté au cinéma en 1978 par Francis Girod dans un film portant le même titre.

## Résumé
En 1960, dans une jeune République africaine, malgré la décolonisation, un certain Gravenoire poursuit ses trafics. Un homme se dresse : Patrice Doumbé, ministre de la santé et homme intègre. Mais son franc-parler lui attire de solides inimitiés parmi ses collègues et au sein de la communauté blanche, depuis qu'il vit avec Laurence, ex-maîtresse de Gravenoire...

## Éditions
- L'État sauvage, Éditions Albin Michel, Paris, 1964  (ISBN 2226116176).